# Silphium wasiotense
Silphium wasiotense là một loài thực vật có hoa trong họ Cúc. Loài này được Medley miêu tả khoa học đầu tiên năm 1989.